# Myrmeleon crudelis
Myrmeleon crudelis är en insektsart som beskrevs av Walker 1853. Myrmeleon crudelis ingår i släktet Myrmeleon och familjen myrlejonsländor. Inga underarter finns listade i Catalogue of Life.